# Stowarzyszenie Zjednoczonych Ziemianek
Stowarzyszenie Zjednoczonych Ziemianek (SZZ) – polska organizacja społeczna o profilu katolickim zrzeszająca kobiety ze środowiska ziemiańskiego
Jej zaczątkiem były powstała w 1895 z inicjatywy Marii Kleniewskiej z Kluczkowic, o charakterze konspiracyjnym sieć kółek „Praca" i Delegacji Gospodyń Wiejskich. Organizacja została w 1901 roku zalegalizowana jako Sekcja Kobieca przy Sekcji Rolnej Muzeum Przemysłu i Rolnictwa, w 1902 przemianowana na Koła Gospodyń wiejskich (Ziemianek Dworu i Wsi), a w 1905 na Zjednoczone Koło Ziemianek. 12 marca 1907 została zarejestrowana oficjalnie  w Warszawie przez władze rosyjskie jako Stowarzyszenie Zjednoczonych Ziemianek.
Głównym celem działalności SZZ była aktywizacja społeczno-polityczna kobiet związanych ze wsią, zarówno ziemianek, jak i chłopek, przy jednoczesnym pielęgnowaniu tradycyjnej roli społecznej kobiety wyznaczonej przez doktrynę Kościoła katolickiego. Hasłem przyświecającym działalności ziemianek było „Z Bogiem i Narodem”, a członkinie organizacji sympatyzowały z Narodową Demokracją i konserwatystami. Stowarzyszenie organizowało kursy praktyczne m.in. dot. wyrobu masła i serów czy pieczenia chleba. Zorganizowało także szkoły gospodarcze dla dziewcząt wiejskich m.in. w Mirosławicach, w Nałęczowie i w Marysinie pod Kutnem. Zakładało też ochronki dla dzieci wiejskich oraz czytelnie, kształciło położne t.zw. „babki wiejskie". Kontynuując podczas I wojny światowej poprzednią działalność członkinie SZZ zakładały także schroniska dla sierot i współuczestniczyły w budowie sieci wiejskich szkółek elementarnych których założyły 650. Po 1918 działały na rzecz tworzącej się armii polskiej urządzając m.in. szpitale i ambulatoria.
Członkinie SZZ organizowały pielgrzymki do Częstochowy, fundowały msze dziękczynne za odzyskanie przez Polskę niepodległości w 1918 roku, wzywały kobiety do korzystania z nowo zdobytych praw wyborczych. Działaczki z warstwy ziemiańskiej uważały się duchowe przewodniczki chłopek, które określały mianem „młodszych sióstr”, niedojrzałych – zdaniem ziemianek – do pełnej samodzielności.
W 1919 roku członkinie SZZ przekazały marszałkowi Sejmu, Wojciechowi Trąmpczyńskiemu, krzyż który ufundowały z zebranych przez organizację datków. Krzyż był odlany z brązu, a u stóp Jezusa umieszczony był srebrny orzeł z piórem w dziobie. Intencją ofiarodawczyń było pod godłem Chrystusa i orła białego prawa i ustawy w sejmie mają być pisane. Ziemianki chciały, by krzyż zawisł w sali sejmowej, jednak marszałek powiesił go w przedsionku sali obrad. Po proteście członkiń SZZ krzyż zawisł w sali sejmowej w 1920 roku.
W 1923 roku organizacja zmieniła nazwę na Stowarzyszenie Zjednoczonych Ziemianek Polskich, jednak działaczki w publikacjach prasowych nadal posługiwały się nazwą SZZ. W 1929 liczyło ponad 3000 członkiń, a pracami stowarzyszenia kierował zarząd główny, którego prezydium stanowiły:  przewodnicząca Eleonora Czarnowska, dwie wiceprzewodniczące Anna Glinczyna i Róża Czetwertyńska oraz dwie sekretarki Zofia Rogowska i Kazimiera Sieńkowska.